# Бонавіго
Бонавіго, Бонавіґо (італ. Bonavigo, вен. Bonavigo) — муніципалітет в Італії, у регіоні Венето, провінція Верона.
Бонавіго розташоване на відстані близько 390 км на північ від Рима, 85 км на захід від Венеції, 31 км на південний схід від Верони.
Населення — 2031 особа (2014).
Щорічний фестиваль відбувається 24 червня. Покровитель — святий Іван Хреститель.

## Демографія
Населення за роками:

Станом на 1 січня 2023 року в муніципалітеті офіційно проживало 260 іноземців з 19 країн, серед них 111 громадян країн Євросоюзу та 6 громадян України.

## Сусідні муніципалітети
- Альбаредо-д'Адідже
- Анджарі
- Леньяго
- Мінербе
- Роверк'яра
- Веронелла